# Wereldbeker skeleton 2016/2017
De wereldbeker skeleton 2016/2017 (officieel: BMW IBSF World Cup Bob & Skeleton 2016/2017) liep van 2 december 2016 tot en met 17 maart 2017. De competitie werd georganiseerd door de FIBT, gelijktijdig met de wereldbeker bobsleeën.
De competitie omvatte dit seizoen acht wedstrijden in de twee traditionele onderdelen in het skeleton, mannen en vrouwen individueel. De vierde wereldbekerwedstrijd in Winterberg gold voor de Europese deelnemers tevens als het Europees kampioenschap.
De titels gingen dit seizoen naar Martins Dukurs (Letland, mannen) en Jacqueline Lölling (Duitsland, vrouwen).

## Wereldbeker punten
De eerste 30 in het dagklassement krijgen punten voor het wereldbekerklassement toegekend. De top 20 na de eerste run gaan verder naar de tweede run, de overige deelnemers krijgen hun punten toegekend op basis van hun klassering na de eerste run. De onderstaande tabel geeft de punten per plaats weer.
| Klassering = punten                          | Klassering = punten                           | Klassering = punten                               | Klassering = punten                          | Klassering = punten                          | Klassering = punten                          |
| -------------------------------------------- | --------------------------------------------- | ------------------------------------------------- | -------------------------------------------- | -------------------------------------------- | -------------------------------------------- |
| 1e = 225 2e = 210 3e = 200 4e = 192 5e = 184 | 6e = 176 7e = 168 8e = 160 9e = 152 10e = 144 | 11e = 136 12e = 128 13e = 120 14e = 112 15e = 104 | 16e = 96 17e = 88 18e = 80 19e = 74 20e = 68 | 21e = 62 22e = 56 23e = 50 24e = 45 25e = 40 | 26e = 36 27e = 32 28e = 28 29e = 24 30e = 20 |

## Mannen

### Uitslagen
| Datum      | Plaats       | Eerste               | Tweede              | Derde               |
| ---------- | ------------ | -------------------- | ------------------- | ------------------- |
| 03/12/2016 | Whistler     | Yun Sung-bin         | Aleksandr Tretjakov | Matthew Antoine     |
| 16/12/2016 | Lake Placid  | Aleksandr Tretjakov  | Matthew Antoine     | Yun Sung-bin        |
| 07/01/2017 | Altenberg    | Christopher Grotheer | Martins Dukurs      | Axel Jungk          |
| 14/01/2017 | Winterberg   | Martins Dukurs       | Tomass Dukurs       | Aleksandr Tretjakov |
| 20/01/2017 | Sankt Moritz | Martins Dukurs       | Yun Sung-bin        | Nikita Tregoebov    |
| 28/01/2017 | Königssee    | Aleksandr Tretjakov  | Yun Sung-bin        | Alexander Gassner   |
| 03/02/2017 | Igls         | Martins Dukurs       | Aleksandr Tretjakov | Yun Sung-bin        |
| 17/03/2017 | Pyeongchang  | Martins Dukurs       | Yun Sung-bin        | Tomass Dukurs       |

### Eindstand
| #  | Piloot               | Land | Punten |
| -- | -------------------- | ---- | ------ |
| 1  | Martins Dukurs       | LAT  | 1.662  |
| 2  | Yun Sung-bin         | KOR  | 1.623  |
| 3  | Aleksandr Tretjakov  | RUS  | 1.454  |
| 4  | Axel Jungk           | GER  | 1.448  |
| 5  | Christopher Grotheer | GER  | 1.425  |
| 6  | Alexander Gassner    | GER  | 1.392  |
| 7  | Matthew Antoine      | USA  | 1.322  |
| 8  | Nikita Tregoebov     | RUS  | 1.256  |
| 9  | Tomass Dukurs        | LAT  | 1.218  |
| 10 | Dominic Parsons      | GBR  | 1.144  |
| 11 | Nathan Crumpton      | USA  | 1.008  |
| 12 | Rhys Thornbury       | NZL  | 1.006  |
| 13 | Barrett Martineau    | CAN  | 970    |
| 14 | Ander Mirambell      | ESP  | 744    |

| #  | Piloot                | Land | Punten |
| -- | --------------------- | ---- | ------ |
| 15 | Dave Greszczyszyn     | CAN  | 654    |
| 16 | Mattia Gaspari        | ITA  | 646    |
| 17 | Marco Rohrer          | SUI  | 627    |
| 18 | Jack Thomas           | GBR  | 604    |
| 19 | Matthias Guggenberger | AUT  | 572    |
| 20 | Hiroatsu Takahashi    | JPN  | 530    |
| 21 | Kyle Tress            | USA  | 481    |
| 22 | Kevin Boyer           | CAN  | 447    |
| 23 | Jegor Veselov         | RUS  | 368    |
| 24 | Florian Auer          | AUT  | 320    |
| 25 | Katsuyuki Miyajima    | JPN  | 310    |
| 26 | Lee Han-sin           | KOR  | 266    |
| 27 | Riet Graf             | SUI  | 232    |
| 28 | Jevgeni Roekosoejev   | RUS  | 212    |

| #  | Piloot               | Land | Punten |
| -- | -------------------- | ---- | ------ |
| 29 | Alexander Auer       | AUT  | 207    |
| 30 | John Farrow          | AUS  | 170    |
| 31 | Kim Ji-soo           | KOR  | 141    |
| 32 | Stefan Geisler       | AUT  | 117    |
| 33 | Rasmus Ottosson      | SWE  | 114    |
| 34 | John Daly            | USA  | 112    |
| 35 | Manuel Schwaerzer    | ITA  | 92     |
| 36 | Philipp Moelter      | CZE  | 77     |
| 37 | Joseph Luke Cecchini | ITA  | 68     |
| 38 | Ronald Auderset      | SUI  | 64     |
| 39 | Konstantin Chorosjko | RUS  | 62     |
| 40 | Evan Neufeldt        | CAN  | 50     |
| 41 | Nicholas Timmings    | AUS  | 50     |
| 42 | Artjom Drozdov       | RUS  | 40     |

## Vrouwen

### Uitslagen
| Datum      | Plaats       | Eerste             | Tweede             | Derde          |
| ---------- | ------------ | ------------------ | ------------------ | -------------- |
| 02/12/2016 | Whistler     | Elisabeth Vathje   | Jacqueline Lölling | Tina Hermann   |
| 17/12/2016 | Lake Placid  | Janine Flock       | Lizzy Yarnold      | Mirela Rahneva |
| 06/01/2017 | Altenberg    | Jacqueline Lölling | Tina Hermann       | Janine Flock   |
| 15/01/2017 | Winterberg   | Elisabeth Vathje   | Jacqueline Lölling | Mirela Rahneva |
| 20/01/2017 | Sankt Moritz | Mirela Rahneva     | Kendall Wesenberg  | Janine Flock   |
| 27/01/2017 | Königssee    | Jacqueline Lölling | Tina Hermann       | Anna Fernstädt |
| 03/02/2017 | Igls         | Tina Hermann       | Mirela Rahneva     | Janine Flock   |
| 17/03/2017 | Pyeongchang  | Jacqueline Lölling | Jelena Nikitina    | Kimberley Bos  |

### Eindstand
| #  | Piloot             | Land | Punten |
| -- | ------------------ | ---- | ------ |
| 1  | Jacqueline Lölling | GER  | 1.591  |
| 2  | Tina Hermann       | GER  | 1.493  |
| 3  | Mirela Rahneva     | CAN  | 1.475  |
| 4  | Janine Flock       | AUT  | 1.449  |
| 5  | Elisabeth Vathje   | CAN  | 1.386  |
| 6  | Laura Deas         | GBR  | 1.240  |
| 7  | Lelde Priedulēna   | LAT  | 1.224  |
| 8  | Anna Fernstädt     | GER  | 1.192  |
| 9  | Lizzy Yarnold      | GBR  | 1.162  |
| 10 | Anne O'Shea        | USA  | 1.058  |
| 11 | Jane Channell      | CAN  | 1.040  |

| #  | Piloot            | Land | Punten |
| -- | ----------------- | ---- | ------ |
| 12 | Kimberley Bos     | NED  | 988    |
| 13 | Kendall Wesenberg | USA  | 950    |
| 14 | Jelena Nikitina   | RUS  | 814    |
| 15 | Kim Meylemans     | BEL  | 766    |
| 16 | Katie Uhlaender   | USA  | 756    |
| 17 | Maria Orlova      | RUS  | 732    |
| 18 | Jaclyn Narracott  | AUS  | 708    |
| 19 | Joska Le Conte    | NED  | 680    |
| 20 | Marina Gilardoni  | SUI  | 660    |
| 21 | Joelia Kanakina   | RUS  | 610    |
| 22 | Nozomi Komuro     | JPN  | 432    |

| #  | Piloot                | Land | Punten |
| -- | --------------------- | ---- | ------ |
| 23 | Maria Montejano       | ESP  | 429    |
| 24 | Katie Tannenbaum      | ISV  | 404    |
| 25 | Savannah Graybill     | USA  | 248    |
| 26 | Takako Oguchi         | JPN  | 178    |
| 27 | Mun Ra-young          | KOR  | 156    |
| 28 | Renata Choezina       | RUS  | 104    |
| 29 | Donna Creighton       | GBR  | 96     |
| 30 | Alina Tararytsjenkova | RUS  | 68     |
| 31 | Johanna Balassa       | AUT  | 56     |

1986/1987 · 
1987/1988 · 
1988/1989 · 
1989/1990 · 
1990/1991 · 
1991/1992 · 
1992/1993 · 
1993/1994 · 
1994/1995 · 
1995/1996 · 
1996/1997 · 
1997/1998 · 
1998/1999 · 
1999/2000 · 
2000/2001 · 
2001/2002 · 
2002/2003 · 
2003/2004 · 
2004/2005 · 
2005/2006 · 
2006/2007 · 
2007/2008 · 
2008/2009 ·
2009/2010 ·
2010/2011 ·
2011/2012 ·
2012/2013 ·
2013/2014 ·
2014/2015 ·
2015/2016 ·
2016/2017 ·
2017/2018 ·
2018/2019 ·
2019/2020 ·
2020/2021 ·
2021/2022 ·
2022/2023 ·
2023/2024 ·
2024/2025
Alpineskiën ·
Biatlon ·
Bobsleeën ·
Freestyleskiën ·
Langlaufen ·
Noordse combinatie ·
Rodelen ·
Schaatsen (junioren) ·
Schansspringen ·
Shorttrack ·
Skeleton ·
Snowboarden